# キミノ言葉デ
『キミノ言葉デ』（キミノことばデ）は、C&Kの13枚目のシングル。発売元はユニバーサルミュージック。

## 解説
- 前作『パーティ☆キング』から約2ヶ月振りのシングル。
- オリコンシングルチャートでは最高11位に記録。自己最高位を更新した（それまでは17位）。
- 初回限定盤には、「キミノ言葉デ」のライブ映像3本と「キミノ言葉デ naked ver.」のPVを収録したDVDを付属。

## 収録曲

### CD
1. キミノ言葉デ
2. Good night Baby
3. キミノ言葉デ naked ver. [Adult Kurimoto Band (AKB average55)]
4. CKTV
C&Kの2人によるラジオ番組。

### DVD
1. 3 Side Show of キミノ言葉デ a.k.a. GoldShip
  1. キミノ言葉デ (newborn ver. in 代官山「山羊に、聞く？」2015.04.21)
  2. キミノ言葉デ (first appearance ver. in Yokohama Bay Hall 2015.05.22)
  3. キミノ言葉デ (nearly complete ver. in 鹿児島アリーナ 2015.07.04)
2. キミノ言葉デ naked ver. MV [Bonus Track]